# Жогарги-Єгінсуський сільський округ
Жогарги́-Єгінсу́ський сільський округ (каз. Жоғарғы Егінсу ауылдық округі, рос. Жогаргы-Егинсуский сельский округ) — адміністративна одиниця у складі Урджарського району Абайської області Казахстану. Адміністративний центр та єдиний населений пункт — село Жогарги-Єгінсу.
Населення — 1284 особи (2021; 1323 у 2009, 1764 у 1999, 1950 у 1989).
Станом на 1989 рік існувала Некрасовська сільська рада (село 1-е Мая). До 2006 року округ називався Некрасовським.